# Sanseitō
Sanseitō (japansk: 参政党, direkte oversat: Partiet for politisk deltagelse) er et ultrakonservativt, ultranationalistisk og højrepopulistisk politisk parti i Japan, der blev grundlagt i 2020 og vandt et enkelt mandat ved parlamentsvalget i 2022.
Partiet er en udløber af en konservativ YouTube-kanal, som Kazuya Kyoumoto stod bag sammen med Sohei Kamiya og den politiske analytiker Yuuya Watase. De tre etablerede partiet i marts 2020. 
Ved valget i 2022 fik Sohei Kamiya partiets eneste mandat i parlamentet. Yderligere fire politikere har i løbet af valgperioden tilsluttet sig partiet.

## Politik
Partiet promoverer misinformation om coronapandemien og vaccineskepsis, ligesom det hævder, at pandemien var "iscenesat". Vaccinerne er af en ledende politiker i partiet blevet beskrevet som "mordvåben."  I det hele taget omfavner partiet konspirationsteorier, herunder en teori om, at verden styres af en global elite.
Sanseitō er desuden imod samkønnet ægteskab og den folkelige accept og forståelse af LGBT-personer. I stedet går partiet ind for en traditionel familiepolitik. Partiet ser sig selv som den japanske udgave af Trump-bevægelsen og er imod globalisering. Endvidere er partiet imod indvandring, idet det hævder, at udlændinge er mere voldelige og får bedre behandling end indfødte japanere. Partiet ønsker en grænse på maksimalt fem procent udlændinge i hver kommune.
Det kræver, at Japan får en ny forfatning.
I den økonomiske politik går partiet ind for skattelettelser, men er samtidig tilhænger af velfærdsforbedringer. Partiet vil desuden bruge betydelige ressourcer på forbedre landbrugssektorens vilkår, så Japan bliver mere selvforsynende med fødevarer.
Under valget i 2022 tiltrak partiet sig international medieopmærksomhed, da partiets generalsekretær Sohei Kamiya fremførte en antisemitisk retorik.
Mange af partiets støtter er førstegangsvælgere, der ikke føler sig hjemme hos de etablerede partier.